# Gillis Congnet
Pour les articles homonymes, voir Congnet.
Gillis Congnet ou Coignet, dit Gillis met de Vleck, Aegidius Quinetus, est un peintre flamand né en 1542 et décédé en 1599. Il est connu pour ses sujets historiques et mythologiques, paysages et scènes éclairées à la lumière de la bougie et au clair de lune.

## Biographie
Gillis Congnet est fils de l'orfèvre et fabricant d'instruments scientifiques Gillis (Aegidius) Coignet et Brigitta Anthonis, et frère du mathématicien Michiel Coignet. Il a le malheur de naître avec un gros grain de beauté poilu au visage, d'où son surnom de 'Gillis met de Vlek' (Gillis avec la tache).

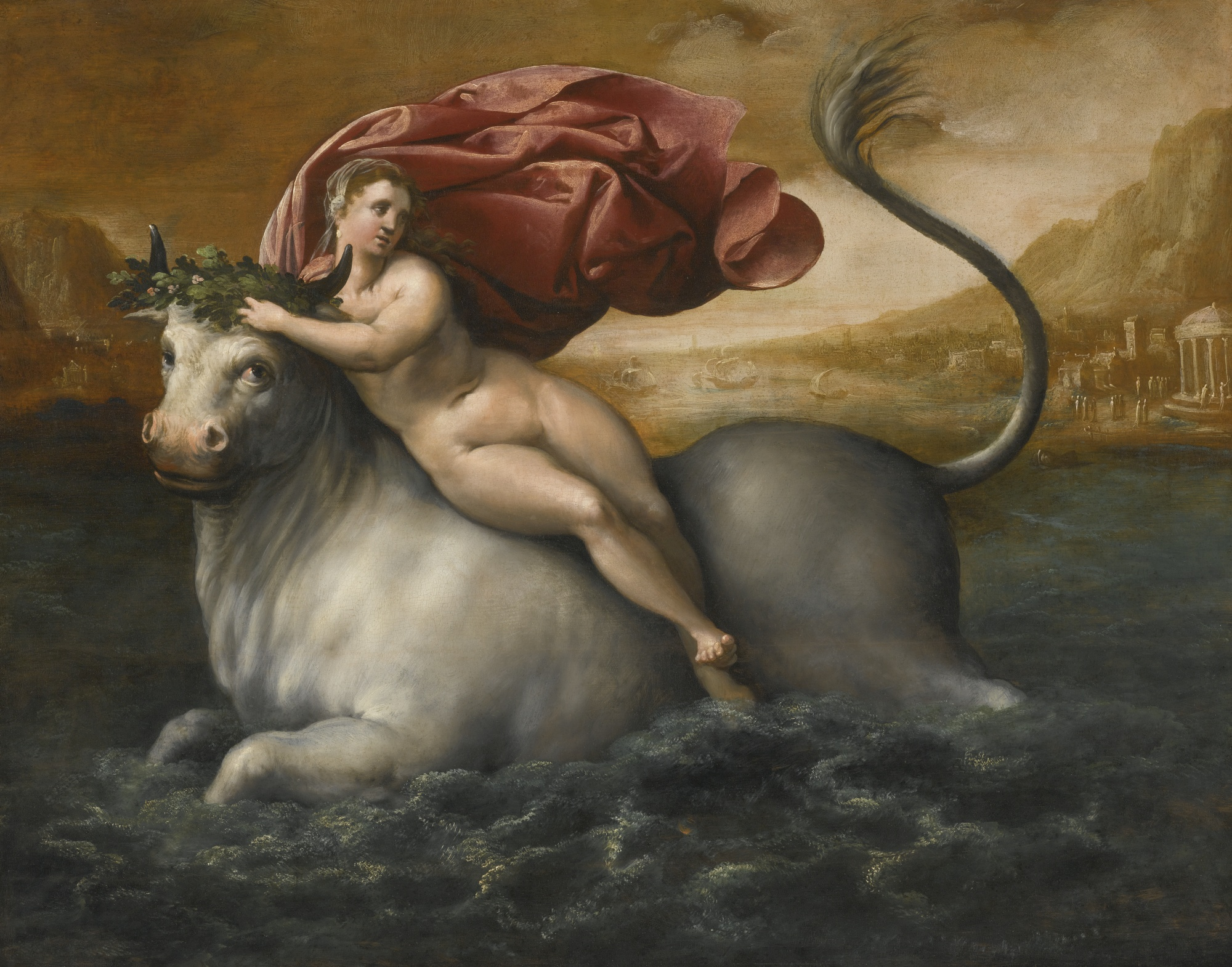
L'Enlèvement d'Europe.

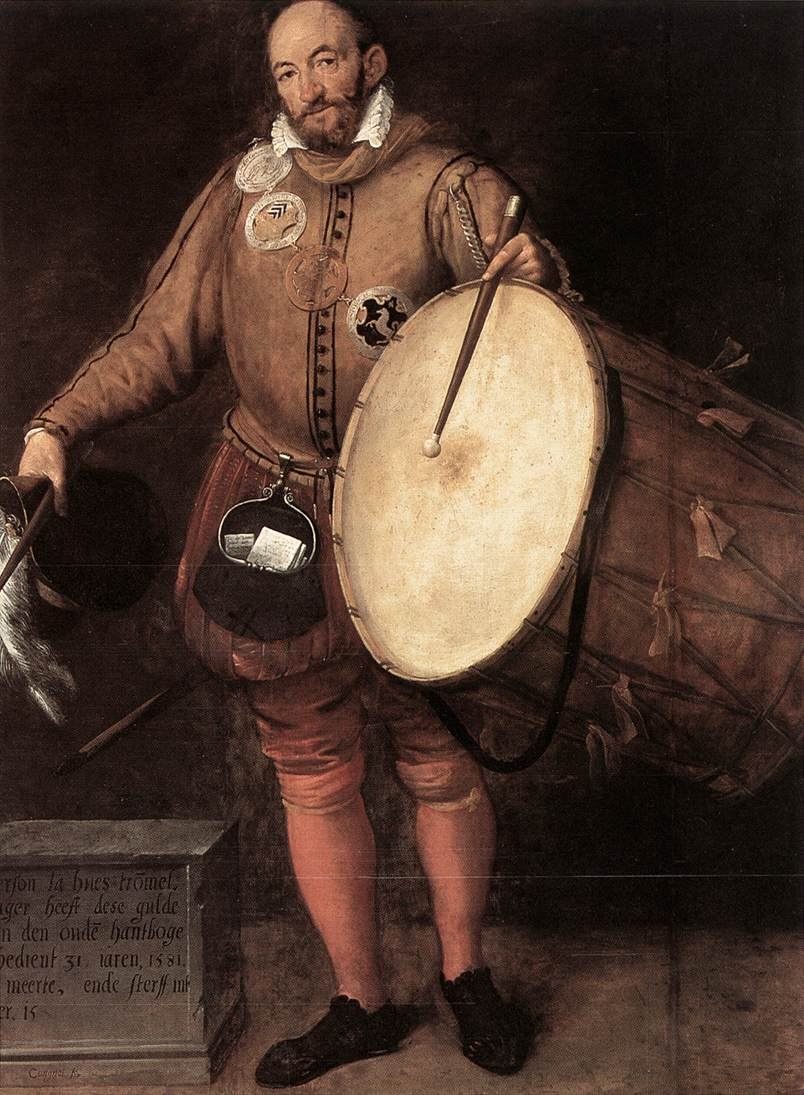
Portrait de Pierson La Hues.

Il reçoit les rudiments de son art chez Lambert Wenslyns (actif vers 1553) et probablement chez Antoon van Palermo (vers 1559), un marchand d’art qui, selon Van Mander, l’hébergea quelque temps. En 1561 il devient membre de la Guilde de Saint-Luc à Anvers d’où il part peu après pour l’Italie qu’il rejoint après avoir atteint la Sicile, puis Terni où il peint des fresques avec un peintre du nom de Stello.
Vers 1575, il collabore avec le plus grand graveur de son temps, Philipp Galle, qui reproduit quelques-unes de ses œuvres, notamment le Aenevm Saecvlvm et les quatre âges de l'humanité. Il est inscrit à l’Académie de Florence en 1568, mais doit être rentré à Anvers en 1570 puisqu’il est mentionné entre cette date et 1585 sur les registres de la guilde de Saint-Luc dont il devient le Doyen en 1585. Un an plus tard, il déménage à Amsterdam, ville dont il devient citoyen en 1589. Peu de temps après, il rejoint Hambourg où il meurt le 27 octobre 1599.
De son passage en Italie, il garde une forte influence des œuvres du Titien dont il reprend dans ses premiers tableaux le style vigoureux et enlevé comme dans sa première œuvre signée et datée, le Portrait de Pierson la Hues (1581 ; Anvers, musée des Beaux-Arts).
Carel van Mander lui reconnaît des talents de coloriste exceptionnels et apprécie particulièrement les scènes nocturnes que l’artiste se plaît à rehausser de légères touches d’or. Seule une de ces scènes nocturnes nous est parvenue, Une Loterie à Amsterdam (1592 ; Amsterdam, Rijksmuseum), alors que l’on retrouve sur un Saint Georges (1581 ; Anvers, musée Royal des Beaux-Arts) les rehauts d’or mentionnés par Van Mander.

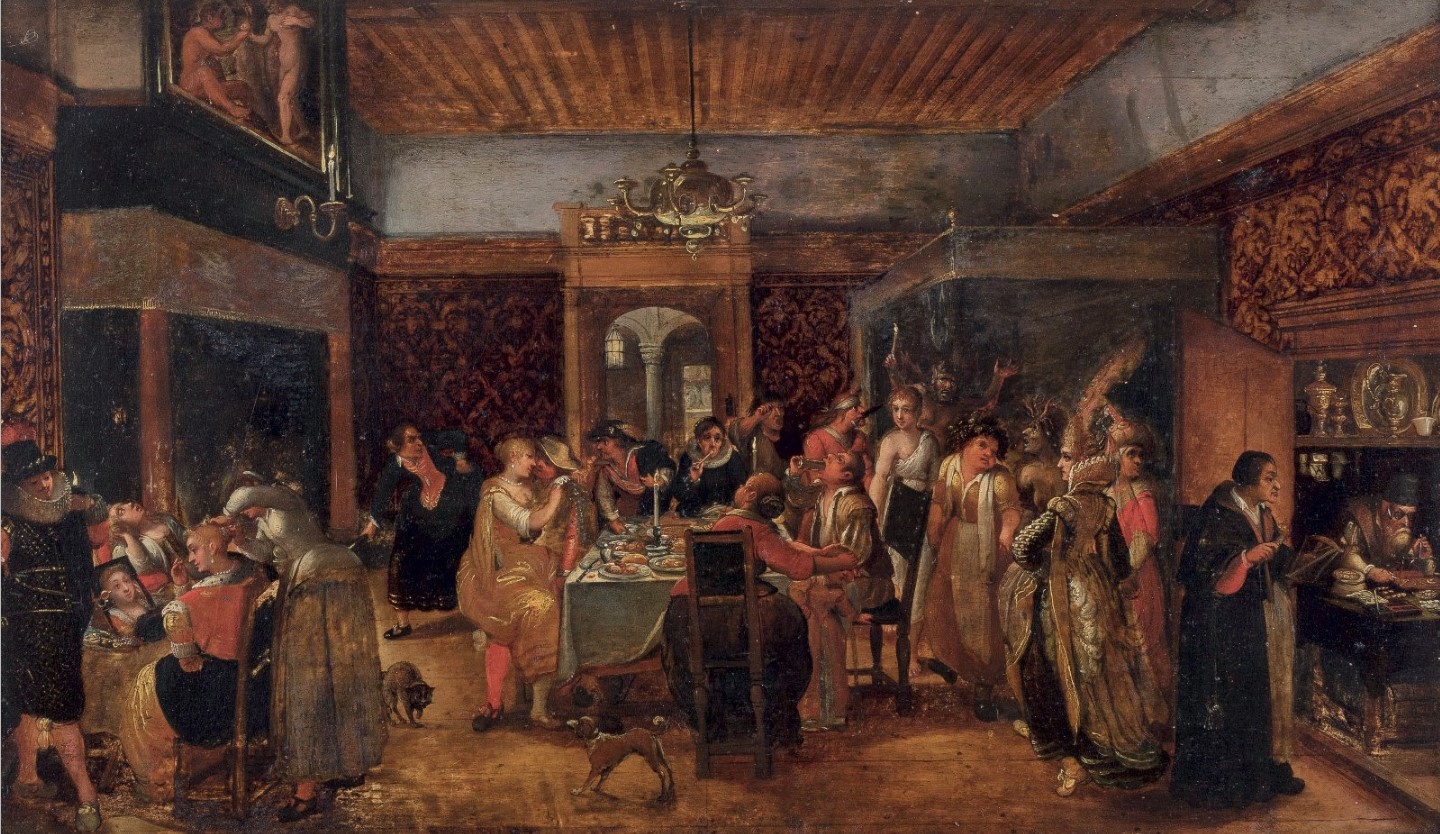
Les sept péchés mortels

Il sait parfois s’entourer de la collaboration de confrères de talent, tels Cornelis Molenaer (1540-1589) ou Tobias Verhaecht (1561-1631), premier maître d'apprentissage de Pierre Paul Rubens, pour peindre les fonds de ses paysages. Le corpus de l’œuvre authentique de Gillis Congnet est particulièrement faible puisque l’on sait que celui-ci se plaisait parfois à faire passer pour siennes les œuvres de ses élèves après y avoir ajouté seulement quelques touches. Le maniérisme de cet artiste sera réinterprété quelques années plus tard par l’un de ses meilleurs élèves, Cornelis Cornelisz van Haarlem (1562-1638).

## Lieux d'exposition
(liste non exhaustive)
- Musée du Louvre Paris (France)
- Rijksmuseum Amsterdam (Pays-Bas)
- Musée royal des beaux-arts Anvers (Belgique)

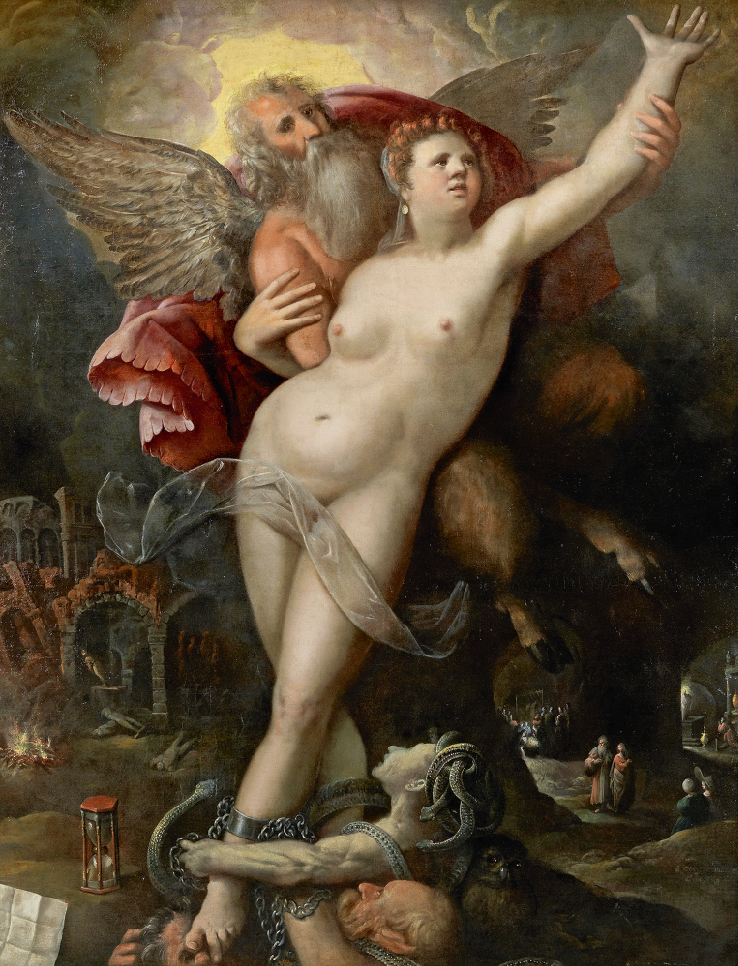
Allégorie du temps révélant la vérité.

- Pinacothèque vaticane Vatican (Italie)
- Concatedral Santa María de la Redonda Logroño (Espagne)

## Œuvres
(liste non exhaustive)
- Le portrait en pied de "Pierson La Hues" (voir ci-dessus)
- Judith montrant la tête d'Holopherne aux habitants de Béthulie (musée des Beaux-Arts, Caen)
- Callisto (Ci-contre)
- Allégorie de la vanité signée : Coingnet
- Saint-Pierre signée : Coingnet (Ci-contre)
- Saint-Jean l'évangélisateur à Patmos (Tobias Verhaecht - Gillis Congnet)